# سیسیل ل بایلی
سیسیل ل بایلی (فرانسوی: Cécile Le Bailly‎؛ زادهٔ) هنرپیشه اهل فرانسه است.
از فیلم‌ها یا برنامه‌های تلویزیونی که وی در آنها نقش داشته‌است می‌توان به قهرمانانی بدون اشک اشاره کرد.